# Constante de Glaisher–Kinkelin
En mathématiques, la constante de Glaisher-Kinkelin ou constante de Glaisher, usuellement notée A, est une constante mathématique, liée à l'hyperfactorielle et la superfactorielle. La constante apparait dans plusieurs sommes et intégrales, en particulier celles qui nécessitent les fonctions gamma et zeta. Son nom est dû aux mathématiciens James Whitbread Lee Glaisher et Hermann Kinkelin (en).
Sa valeur est approximativement :
A = 1,28242712910062263687...   (suite A074962 de l'OEIS).
La constante de Glaisher–Kinkelin A est donnée par la limite :
{\displaystyle A=\lim _{n\rightarrow \infty }{\frac {K(n+1)}{n^{n^{2}/2+n/2+1/12}\,\mathrm {e} ^{-n^{2}/4}}}}
où fonction {\displaystyle K(n)=\prod _{k=1}^{n-1}k^{k}} est l'hyperfactorielle. La formule suivante fait le rapprochement entre A et π, équivalente à la formule de Stirling :
{\displaystyle {\sqrt {2\pi }}=\lim _{n\to \infty }{\frac {n!}{n^{n+1/2}\,\mathrm {e} ^{-n}}}}
qui montre que tout comme π est obtenue par une approximation de la fonction factorielle, A est obtenue par l'approximation de l'hyperfactorielle.
Une définition équivalente de A faisant intervenir la superfactorielle, donnée par {\displaystyle G(n)=\prod _{k=1}^{n-2}k!={\frac {(\Gamma (n))^{n-1}}{K(n)}}} où Γ(n) désigne la fonction gamma, est :
{\displaystyle A=\lim _{n\rightarrow \infty }{\frac {(2\pi )^{n/2}n^{n^{2}/2-1/12}\mathrm {e} ^{-3n^{2}/4+1/12}}{G(n+1)}}}.
La constante de Glaisher-Kinkelin apparait aussi dans l'évaluation des dérivées de la fonction zêta de Riemann :
{\displaystyle \zeta ^{\prime }(-1)={\frac {1}{12}}-\ln A},
{\displaystyle \sum _{k=2}^{\infty }{\frac {\ln k}{k^{2}}}=-\zeta ^{\prime }(2)={\frac {\pi ^{2}}{6}}\left[12\ln A-\gamma -\ln(2\pi )\right]}
où γ est la constante d'Euler–Mascheroni. Cette dernière formule mène directement au produit trouvé par Glaisher :
{\displaystyle \prod _{k=1}^{\infty }k^{1/k^{2}}=\left({\frac {A^{12}}{2\pi \mathrm {e} ^{\gamma }}}\right)^{\pi ^{2}/6}}.
Une formule alternative, définie seulement sur les nombres premiers, est
{\displaystyle \prod _{k=1}^{\infty }p_{k}^{1/(p_{k}^{2}-1)}={\frac {A^{12}}{2\pi \mathrm {e} ^{\gamma }}},}
où pk désigne le k-ième nombre premier.
Voici quelques intégrales qui impliquent cette constante :
{\displaystyle \int _{0}^{1/2}\ln \Gamma (x)\,\mathrm {d} x={\frac {3}{2}}\ln A+{\frac {5}{24}}\ln 2+{\frac {1}{4}}\ln \pi },
{\displaystyle \int _{0}^{\infty }{\frac {x\ln x}{\mathrm {e} ^{2\pi x}-1}}\,\mathrm {d} x={\frac {1}{2}}\zeta ^{\prime }(-1)={\frac {1}{24}}-{\frac {1}{2}}\ln A}
Une représentation en série de cette constante découle d'une série pour la fonction zêta de Riemann donnée par Helmut Hasse : 
{\displaystyle \ln A={\frac {1}{8}}-{\frac {1}{2}}\sum _{n=0}^{\infty }{\frac {1}{n+1}}\sum _{k=0}^{n}(-1)^{k}{\binom {n}{k}}(k+1)^{2}\ln(k+1)}.